# Апабеталон
Апабеталон (англ. Apabetalone), також відомий під назвами RVX 208, RVX-208, та VX000222 — синтетична сполука, яку можна застосовувати перорально, розроблена в лабораторії компанії «Resverlogix Corp», яка проходить клінічні дослідження щодо ефективності лікування атеросклерозу та асоційованих з ним серцево-судинних захворювань. У клінічному дослідженні II фази ASSURE у хворих з ангіографічно вираженою ішемічною хворобою серця та низьким рівнем холестерину ліпопротеїнів високої щільності апабеталон не показав більшого підвищення рівня холестерину ліпопротеїнів високої щільності та рівні аполіпопротеїну AI (ApoA-I), або поетапної регресії атеросклерозу, ніж прийом плацебо, але спричинив статистично значуще збільшення частоти підвищення рівня печінкових ферментів. Однак об'єднаний аналіз ефекту апабеталону в трьох клінічних дослідженнях II фази ASSERT, ASSURE і SUSTAIN продемонстрував підвищення рівнів холестерину ліпопротеїдів високої щільності і аполіпопротеїну AI, а також зниження рівня частоти серйозних несприятливих серцевих подій. Зниження частоти серйозних несприятливих серцевих подій було більш вираженим у хворих з цукровим діабетом. У короткостроковому дослідженні за участю хворих з предіабетом у тих хворих, які отримували апабеталон, спостерігалися сприятливі зміни в метаболізмі глюкози. Міжнародне багатоцентрове дослідження III фази «Вплив RVX000222 на час розвитку серйозних серцево-судинних подій у хворих із цукровим діабетом 2 типу високого ризику з ішемічною хворобою серця» (BETonMACE) розпочалося в жовтні 2015 року, та проводилось для визначення того, чи може апабеталон у комбінації зі статинами зменшити частоту серцевих подій порівняно з лікуванням лише статинами.

## Механізм дії
Молекулярними мішенями апабеталону є білки бромодомену та екстратермінального домену, зокрема білок екстратермінального домену BRD4. Білки екстратермінального домену, які містять два бромодомени, взаємодіють з ацетильованими молекулами лізину на гістонах, зв'язаних з ДНК, які беруть участь у регулюванні транскрипції генів за допомогою епігенетичного механізму. Апабеталон селективно зв'язується з другим бромодоменом. Після зв'язування апабеталону з BRD4 препарат починає впливати на ключові біологічні процеси, які сприяють серцево-судинним захворюванням, зокрема на рівень холестерину та на процес формування запалення. Апабеталон стимулює експресію гена аполіпопротеїну AI і вироблення білка. Аполіпопротеїн A1 є основним білковим компонентом ліпопротеїнів високої щільності, які може переносити холестерин з атеросклеротичної бляшки в артеріях до печінки для виведення з організму шляхом зворотного транспорту холестерину. Вважається, що цей процес стабілізує атеросклеротичні бляшки, що сприяє можливості уникнути коронарних подій. Клінічні дослідження показали, що апабеталон підвищує рівень аполіпопротеїну AI і ліпопротеїдів високої щільності. Крім того, сироватка від осіб, які приймали апабеталон, мала підвищену здатність виведення холестерину, що спостерігалось по рівню ліпопротеїнів високої щільності, що утворювався внаслідок прийому апобеталону.
Запалення також є однією з основних причин атеросклерозу та серцево-судинних захворювань. Як індукція аполіпопротеїну AI, так і протизапальні ефекти, є загальними властивостями інгібіторів білків екстратермінального домену. У клінічних дослідженнях більш сприятливий вплив апабеталону на прогресування ішемічної хвороби серця спостерігався у хворих із підвищеним рівнем маркерів запалення. Також повідомлялося, що апабеталон зменшує вираженість запалення на доклінічних моделях. Подальші дослідження показали, що апабеталон має вплив на численні процеси, що лежать в основі розвитку серцево-судинних захворювань. Вплив на будь-який з цих шляхів, незалежно або кумулятивно, може сприяти меншій частоті серцево-судинних подій, що спостерігалось в клінічних дослідженнях.